# Amylobasidium
Amylobasidium — рід грибів родини кортіцієві (Corticiaceae). Назва вперше опублікована 1988 року.

## Класифікація
До роду Amylobasidium відносять 1 вид:
- Amylobasidium tsugae.

## Місця зростання
Зростає на деревині Tsuga mertensiana у штаті Орегон, США.